# Corallorhiza striata
Corallorhiza striata es una especie de orquídea terrestre perteneciente a la familia Orchidaceae.

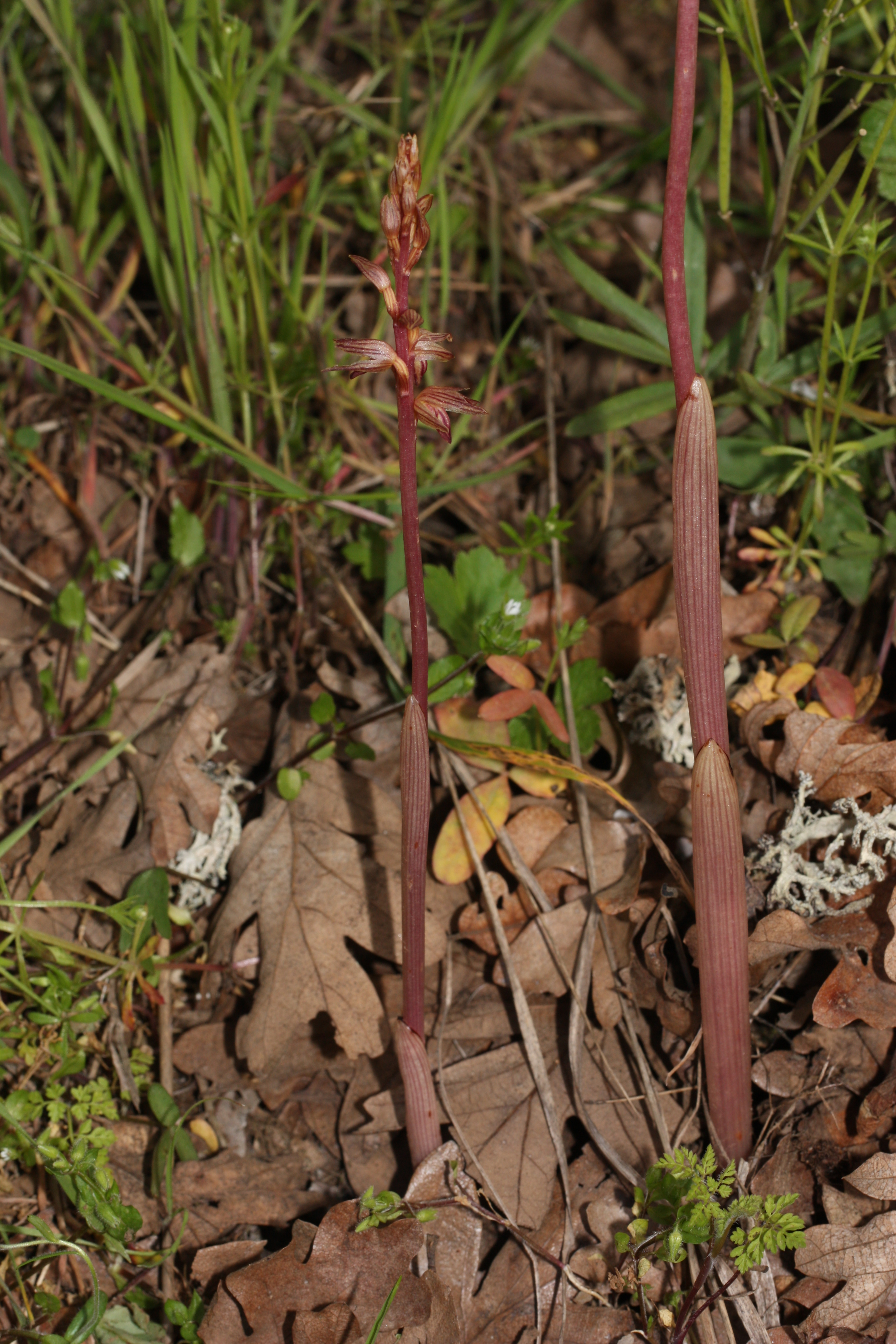
Vista de la planta en su hábitat

## Distribución y hábitat
Es nativa del norte y oeste de los Estados Unidos y Canadá donde crece en las zonas húmedas o mojadas.

## Descripción
Esta planta es un miembro del sotobosque de coníferas, donde vive en la capa de materia vegetal en descomposición sobre el terreno, donde obtiene los nutrientes de los hongos a través de micoheterotrofía.  Al igual que otras orquídeas, ha reducido sus hojas y no utiliza la clorofila y se basa en su parasitismo de los hongos para su sustento.
Tiene un tallo erecto que puede ser de color rojo, rosado, morado, amarillo o verde a casi blanco. Su mayor parte está formada por una inflorescencia de flores de orquídeas. Cada flor es un espacio abierto de un conjunto de sépalos, de aspecto similar a pétalos que pueden ser de color rosa o amarillento y tienen franjas más oscuras de color rosa o marrón. El interior de la flor es una columna formada de por la fusión de las partes masculina y femenina, que puede estar manchado con colores púrpura o rojo. El fruto es una cápsula de uno o dos centímetros de largo.

## Taxonomía
Corallorhiza striata fue descrita por John Lindley y publicado en The Genera and Species of Orchidaceous Plants 534. 1840.
Etimología
Corallorhiza: nombre genérico que deriva de dos palabras griegas: "korallion" = (corales) y "rhiza" = (raíz) y se refiere a la raíz rizomatosa precisamente similar a un coral.
striata: epíteto latino que significa "estriada, a rayas".
Variedades
- Corallorhiza striata var. involuta (Greenm.) Freudenst.
- Corallorhiza striata var. striata
- Corallorhiza striata var. vreelandii (Rydb.) L.O.Williams

Sinonimia
- Corallorrhiza bigelovii S.Watson 1877;
- Corallorrhiza ehrenbergii Rchb.f. 1850;
- Corallorrhiza involuta Greenm. 1898;
- Corallorrhiza macraei A.Gray 1856;
- Corallorrhiza ochroleuca Rydb. 1904;
- Corallorrhiza striata f. eburnea P.M.Br. 1994;
- Corallorrhiza striata f. flavida (T.A.Todsen & Todsen) P.M.Br. 1995;
- Corallorrhiza striata f. fulva Fernald 1946;
- Corallorrhiza striata var. flavida T.A.Todsen & Todsen 1971;
- Corallorrhiza striata var. involuta (Greenm.) Freudenst. 1997;
- Corallorrhiza striata var. vreelandii (Rydb.) L.O.Williams 1934;
- Corallorrhiza vreelandii Rydb. 1901;
- Neottia bigelowii (S.Watson) Kuntze 1891;
- Neottia ehrenbergii (Rchb.f.) Kuntze 1891;
- Neottia striata (Lindl.) Kuntze 1891[4]